# Wacław Cimochowski
Wacław Cimochowski, född den 22 december 1912, död den 4 juli 1982, var en polsk lingvist och forskare.
Cimochowski studerade vid Vilnius universitetet och Wiens universitet. Han reste till Albanien 1937 och skrev från sin resa om den gegiska dialekten i Dushmani.
Cimochowski utbildades inom indoeuropeisk lingvistik och var professor vid universiteten i Poznań och Toruń. Hans främsta intresse var albanskan inom ramen för indoeuropeisk och balkansk lingvistik. Han är författare till ett trettiotal artiklar om albanskan.